# Géza Andreas von Geyr

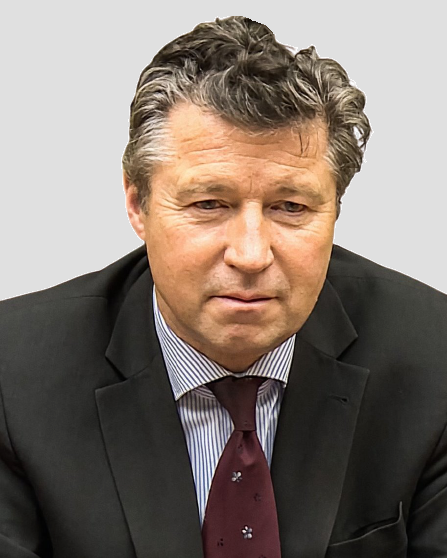
Von Geyr, 2020 in Moskau

Géza Andreas von Geyr (* 1962 in München) ist ein deutscher Diplomat. Er ist seit 2025 Staatssekretär des Auswärtigen Amtes. Davor war er von 2023 bis 2025 Leiter der Ständigen Vertretung bei der NATO und Ständiger Vertreter Deutschlands im Nordatlantikrat und von 2019 bis 2023 Botschafter in Russland.

## Leben
Nach dem Grundwehrdienst 1981 studierte von Geyr 1982 an der Ludwig-Maximilians-Universität München die Fächer Neuere und Alte Geschichte sowie Kommunikationswissenschaften und absolvierte Auslandssemester an einer Budapester Universität und der Universität Wien. Nach dem Magister artium promovierte er 1990 über Sándor Wekerle zum Dr. phil. 1985 begann von Geyr zudem ein Studium der Politikwissenschaft in München mit Auslandsaufenthalt in Washington, D.C. Seine Diplomarbeit über Amerika, Ungarn und das Ende des Kalten Krieges reichte er 1992 ein, woraufhin ihm der akademische Grad Dipl. sc. Pol. Univ. verliehen wurde.

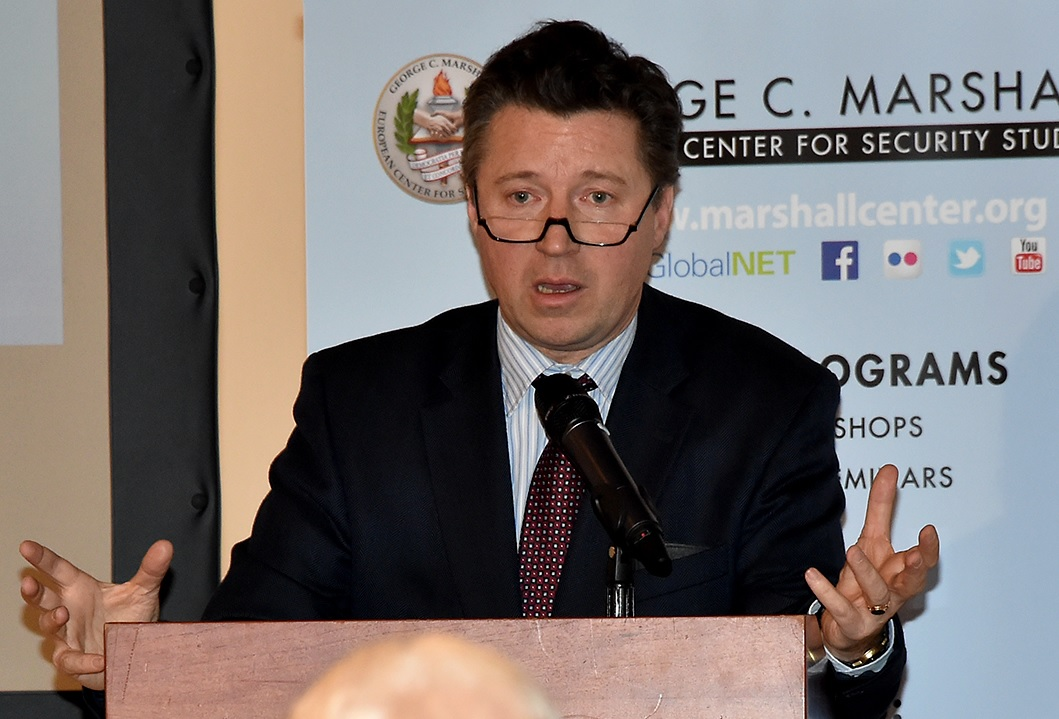
Von Geyr im Januar 2017 bei einem Vortrag am George C. Marshall Zentrum

1991 trat von Geyr in den Auswärtigen Dienst ein und absolvierte den Vorbereitungsdienst für den höheren auswärtigen Dienst (Attachéausbildung). 1993 begann er im Auswärtigen Amt als Referent in der Politischen Abteilung. 1994 wurde er an die Deutsche Botschaft Rabat in Marokko entsandt, wo er die Rechts-, Konsular- und Kulturabteilung leitete. 1997 wechselte er zur Europäischen Kommission nach Brüssel als Referent in der Generaldirektion für Außenbeziehungen. 2000 kehrte er als Referent in der Europa-Abteilung ins Auswärtige Amt zurück. Ab 2001 war von Geyr für die CDU/CSU-Fraktion im Deutschen Bundestag tätig, in der Arbeitsgruppe Außenpolitik und im Büro von Wolfgang Schäuble, des stellvertretenden Vorsitzenden für Außen-, Verteidigungs- und Europapolitik. Ab 2006 war von Geyr Referatsleiter in der Außen- und Sicherheitspolitischen Abteilung im Bundeskanzleramt. Von 2010 bis 2014 war von Geyr Vizepräsident des Bundesnachrichtendienstes. Vom 17. März 2014 bis zum Juli 2019 war von Geyr Abteilungsleiter für Politik im Bundesministerium der Verteidigung im Amt eines Ministerialdirektors.
Von September 2019 bis Juli 2023 war von Geyr Botschafter in Russland und leitete die Deutsche Botschaft Moskau. Ihm folgte Alexander Graf Lambsdorff. Anschließend war er von August 2023 bis Mai 2025 Leiter der Ständigen Vertretung bei der NATO in Brüssel und war als solcher Ständiger Vertreter Deutschlands im Nordatlantikrat.
Im Zuge der Bildung des Kabinetts Merz wurde von Geyr am 6. Mai 2025 unter Bundesminister Johann Wadephul (CDU) zum Staatssekretär des Auswärtigen Amtes ernannt.

## Ehrungen und Auszeichnungen
2007 wurde Géza Andreas von Geyr mit dem Norwegischen Verdienstorden und 2009 mit dem Portugiesischen Verdienstorden ausgezeichnet. 2010 wurde er zum Ritter und 2017 zum Offizier der Ehrenlegion ernannt sowie 2017 mit dem Spanischen Verdienstorden ausgezeichnet.

## Schriften
- Sándor Wekerle. 1848–1921. Die politische Biographie eines ungarischen Staatsmannes der Donaumonarchie (= Südosteuropäische Arbeiten. Band 91). R. Oldenbourg Verlag, München 1993, ISBN 978-3-486-56037-4, urn:nbn:de:bvb:12-bsb00145559-9 (Dissertation).
- Amerika, Ungarn und das Ende des Kalten Krieges. Die amerikanische Osteuropapolitik 1983–1990, am Beispiel der amerikanisch-ungarischen Beziehungen auf dem Weg Ungarns von einer Volksrepublik zur Demokratie (= Tuduv-Studien Reihe Politikwissenschaften. Band 61). tuduv, München 1993, ISBN 978-3-88073-474-6 (Diplomarbeit).
- BMVg: Mit Autokratien umgehen. In: Josef Braml, Wolfgang Merkel, Eberhard Sandschneider (Hrsg.): Außenpolitik mit Autokratien (= Deutsche Gesellschaft für Auswärtige Politik [Hrsg.]: Jahrbuch internationale Politik. Band 30). Berlin 2015, ISBN 978-3-11-034643-5, S. 379–385.
- Generationenverantwortung im Weißbuch 2016. In: Florian Hahn (Hrsg.): Sicherheit für Generationen: Herausforderungen der neuen Weltordnung. 1. Auflage. Duncker & Humblot, Berlin 2017, ISBN 978-3-428-15264-3, S. 85–83.